# Zsuzsanna Sipos
Zsuzsanna Sipos  (* in Budapest) ist eine ungarische Bühnenbildnerin. Bei der Oscarverleihung 2022 gewann sie gemeinsam mit Patrice Vermette den Preis für das Beste Szenenbild in Dune.

## Filmographie (Auswahl)
- 2013: Casper und Emma
- 2014: Sturmland
- 2016: The Last King – Der Erbe des Königs
- 2017: Blade Runner 2049
- 2018: The Alienist – Die Einkreisung
- 2019: Gemini Man
- 2021: Dune

## Auszeichnungen
Wenn nicht bezeichnet für Dune

### Gewonnen
- 2019: Art Directors Guild für The Alienist – Die Einkreisung
- 2021: Washington DC Area Critics Assoziation Awards
- 2022: Latino Entertainment Journalists Association Film Awards
- 2022: Gold Derby Awards
- 2022: Georgia Film Critics Association
- 2022: Broadcast Film Critics Association Awards
- 2022: Art Directors Guild
- 2022: Critics’ Choice Movie Awards
- 2022: British Academy Film Award
- 2022: Oscarverleihung

### Nominierungen
- 2022: Set Decorators Society of America
- 2022: Seattle Film Critics Society
- 2022: Satellite Awards
- 2022: San Diego Film Critics Society Awarts
- 2022: North Dakota Film Society
- 2022: North Carolina Film Critics Association
- 2022: International Cinephile Society Awards
- 2022: CinEuphoria Awards
- 2022: Chicago Indie Critics Awards